# Aulotandra madagascariensis
Aulotandra madagascariensis là một loài thực vật có hoa trong họ Gừng. Loài này được Gagnep. mô tả khoa học đầu tiên năm 1902.